# Somalischer Bürgerkrieg

Militärische Lage in Somalia (Stand: Mai 2024)
Unter der Kontrolle der somalischen Bundesregierung und den Streitkräften Somalias
Von Separatisten (Republik Somaliland) kontrolliert
Von al-Shabaab-Islamisten kontrolliert

Als Somalischer Bürgerkrieg wird die seit etwa 1988 andauernde, bewaffnete Auseinandersetzung verschiedener Gruppen aus Warlords, Clans und diversen Gruppierungen und Milizen – mit verschiedenen Eingriffen von umliegenden Ländern und der übrigen internationalen Gemeinschaft – in Somalia bezeichnet.
Der Bürgerkrieg begann mit dem bewaffneten Widerstand diverser Akteure gegen die Herrschaft des Diktators Siad Barre und erreichte seinen Höhepunkt nach dem Sturz Barres 1991. Seither existiert in Somalia keine wirksam funktionierende Zentralregierung mehr und Somalia ist ein gescheiterter Staat. Die politische Entwicklung verlief in verschiedenen Landesteilen unterschiedlich: Im Nordwesten des Landes hat sich 1991 der unabhängige De-facto-Staat Somaliland gebildet, der bis heute weitgehend stabil existiert. Auch das angrenzende Puntland blieb lange weitgehend autonom. Die Hauptstadt Mogadischu war und ist hingegen umkämpft. Auch Südwestsomalia und Jubaland waren Schauplatz vieler Kampfhandlungen.
2000 wurde die international anerkannte Übergangsregierung Somalias gebildet, der es jedoch nicht gelang, in Somalia allgemeine Akzeptanz zu finden und Frieden zu schaffen. Weite Teile des Landes fielen in die Hände lokaler Clans, Warlords oder radikal-islamistischer Gruppen, zudem gab es viel Piraterie vor der Küste Somalias. 2012 bildete die Mehrheit der vielen zwischenzeitlich entstandenen De-facto-Staaten unter einer neuen Verfassung 2012 eine neue Republik mit einer gemeinsamen Regierung, in der sie als Gliedstaaten weitestgehend autonom bleiben. Dieser Bundesstaat existiert bis heute, allerdings kündigte Puntland im April 2024 an, fortan als funktional unabhängiger Staat zu agieren. Weiterhin keine Macht hat diese Regierung allerdings über Somaliland im Nordwesten, das sich um internationale Anerkennung als von Somalia unabhängiger Staat bemüht. Zudem werden große Teile vor allem im Süden Somalias von der islamistischen al-Shabaab beherrscht (Stand: Februar 2024).

## Konfliktlinien

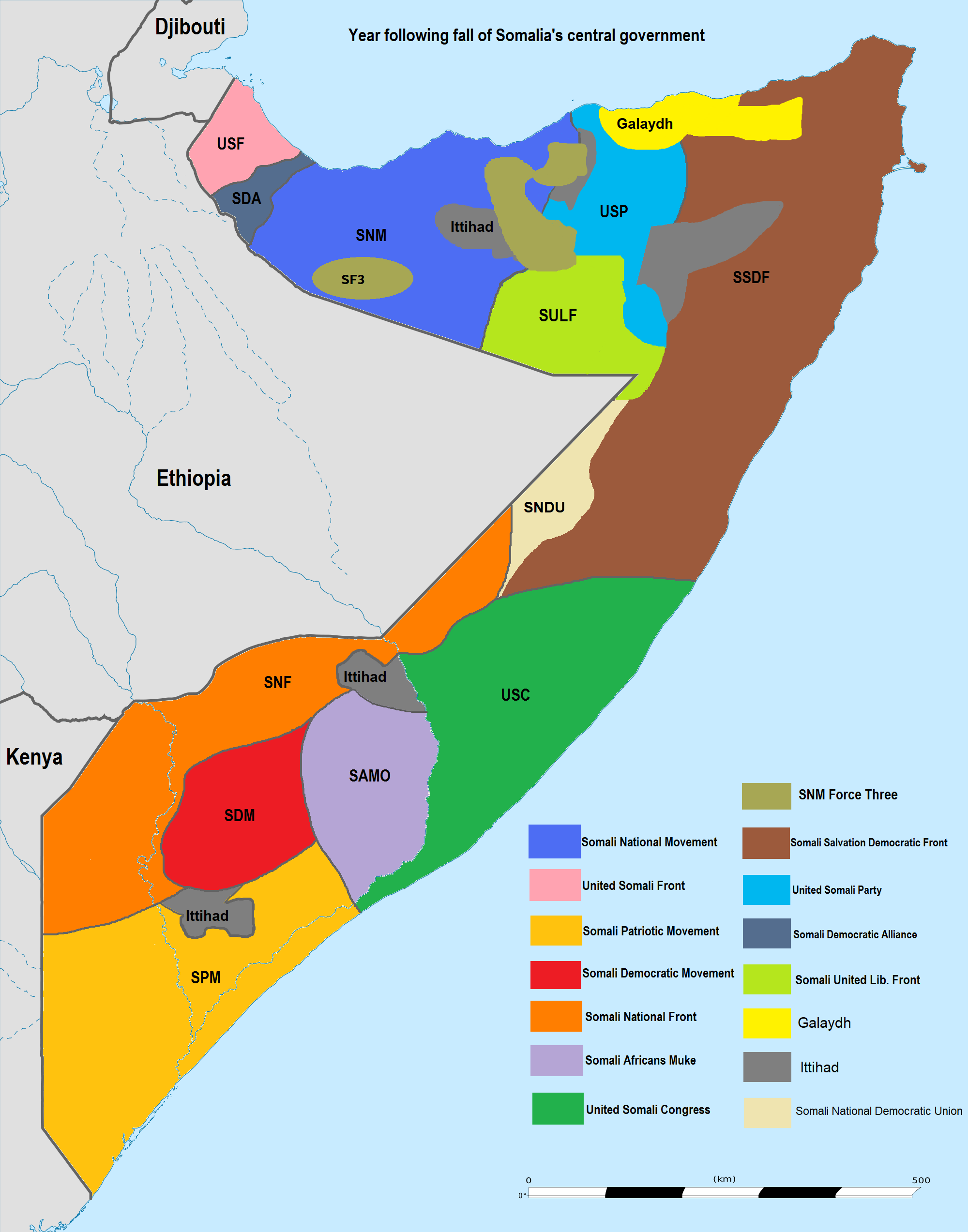
Bewaffnete Gruppen in Somalia 1992

Im somalischen Bürgerkrieg sind verschiedene Konfliktlinien und Interessen von Bedeutung, was die Situation unübersichtlich wirken lässt. Hierzu gehören die Konflikte um knappes Wasser und Land, Konflikte zwischen der Minderheit sesshafter Ackerbauern und der nomadisch lebenden Mehrheit, Konflikte im Rahmen des Clansystems der Somali und nicht zuletzt der persönliche Machthunger von Clanführern, Warlords sowie Geschäftsleuten mit ihren Privatmilizen. Diese Konflikte überschneiden sich vielfach.
Hinzu kommen Eingriffe umliegender Länder, die nur bedingt an einer Stabilisierung der Lage in Somalia interessiert sind, und der übrigen internationalen Gemeinschaft.

### Clansystem
Die Gesellschaft der Somali ist in Clans gegliedert, die weiter in Unterclans und weitere Abzweigungen aus diesen gegliedert sind. Diese Clans kennen traditionell keine zentralisierte politische Macht. Von den fünf großen Clanfamilien sind vier (die Darod, Hawiya, Dir und Isaaq) größtenteils Nomaden, während die Rahanweyn (Digil-Mirifle) in Südsomalia mehrheitlich als sesshafte Bauern und Viehzüchter leben. Die nomadischen Clans betrachten sich als überlegen gegenüber den sesshaft-bäuerlichen Clans wie auch gegenüber verschiedenen ethnischen Minderheiten in Südsomalia wie den „somalischen Bantu“.
Zwischen den Clans kam es seit jeher immer wieder zu Konflikten um knappes Wasser und Land und zu Blutfehden aufgrund von Verbrechen. Die Clans interagierten dabei in häufig wechselnden Allianzen. Gemäß Gewohnheitsrecht wurden solche Auseinandersetzungen durch Verhandlungen zwischen den Clan-Ältesten und durch Kompensationszahlungen beigelegt.
Im Bürgerkrieg bilden meist Clans die Machtbasis für Kriegsparteien. Manche Beobachter erklären den Bürgerkrieg hauptsächlich mit dem Konfliktpotenzial, das grundsätzlich und seit je im Clansystem liege. Der Staatszerfall sei wesentlich darauf zurückzuführen, dass die Gesellschaft der Somali traditionell keinen Zentralstaat kennt. Somalia sei im Grunde in seinen vorkolonialen Zustand zurückgekehrt, mit dem Unterschied, dass heute mit modernen, tödlicheren Waffen gekämpft wird (siehe auch Bevölkerungswachstum).
Andere betonen hingegen, dass das Clansystem in der Kolonialzeit und während der Diktatur Siad Barres Veränderungen durchlaufen habe, die sein Gewaltpotential erhöht hätten. Insbesondere sei es zu einer stärkeren Polarisierung aufgrund von ethnischer (Somali/Nicht-Somali) und Klassen-Zugehörigkeit gekommen. Treibende Kraft hinter dem Bürgerkrieg seien nicht Clan-Konflikte, sondern politische und wirtschaftliche Interessen.

### Landbesitz
Unter der Herrschaft Siad Barres eigneten sich vor allem Angehörige von dessen Darod-Clan Land im relativ fruchtbaren Süden Somalias – an den Flüssen Jubba und Shabelle und im Gebiet zwischen diesen Flüssen – an. Im Bürgerkrieg eroberte der Vereinte Somalische Kongress (USC) des Hawiya-Clans, der Barre gestürzt und vertrieben hatte, einen Teil dieser Gebiete. Der Bürgerkrieg ist somit auch ein Kampf um Landbesitz zwischen den mächtigsten Clans, der Hawiya und Darod. Die Bewohner des umkämpften Landes – der Clan der Rahanweyn sowie in den Flusstälern ethnische Minderheiten wie die „Bantu“ und Gabaweyn – gerieten dabei zwischen die Fronten. Die Rahanweyn konnten ab 1995 mit Unterstützung Äthiopiens ihre Position verbessern und die Rahanweyn-Widerstandsarmee gründen. Im Shabeelle-Tal blieb hingegen ein Großteil des Landes vom Hawiya-Clan besetzt, während im Jubba-Tal Darod-Milizen die Hawiya wiederum zurückdrängen konnten. Die bäuerliche Bevölkerung in den Flusstälern wird zum Teil genötigt, unter Bedingungen zwischen Teilpacht und Zwangsarbeit auf dem ehemals ihrigen Land zu arbeiten.
Bedingung für einen Friedensschluss für Somalia würde auch eine Einigung über Landrechte zwischen Darod, Hawiya und den ursprünglichen Bewohnern des von ihnen umkämpften Landes sein. Insbesondere die Hawiya stehen dem skeptisch gegenüber, da sie fürchten, im Bürgerkrieg besetztes Land abtreten zu müssen.

### Islamismus
Islamistische – wahhabitische und andere – Strömungen, teils mit Unterstützung aus Saudi-Arabien, Sudan, Iran und anderen Ländern, gewannen seit den 1980er-Jahren an Bedeutung. Die radikale Gruppierung al-Ittihad al-Islami, die vom Ausland aus finanziert wurde und Kontakte zu al-Qaida hatte, versuchte sich in den 1990er-Jahren zu etablieren, konnte sich aber nicht gegen die verschiedenen Clan-Kriegsparteien durchsetzen und wurde 1996 durch eine Intervention der äthiopischen Armee weitgehend zerschlagen.
Die Union islamischer Gerichte war eine lose Koalition von Schari'a-Gerichtshöfen, die insbesondere mit dem in Mogadischu mächtigen Clan der Habar-Gedir-Hawiya verbunden war und ein breites Spektrum von gemäßigten Geistlichen bis zu Mitgliedern der früheren al-Ittihad umfasste. 2006 setzte sie sich gegen verschiedene Warlords durch, übernahm die Kontrolle über die Hauptstadt und weitere Landesteile und verbesserte die Sicherheitslage dort massiv. Da sie die Übergangsregierung bekämpfte und Teile von ihr zum Dschihad gegen die Übergangsregierung, Äthiopien und die USA aufriefen, marschierten Ende 2006 äthiopische Truppen ein und entmachteten die Union.
Bald nach diesem Einmarsch begann ein Guerilla-Krieg von Islamisten und Clan-Milizen gegen die Truppen Äthiopiens und der Übergangsregierung. Islamisten und weitere Regierungsgegner bildeten im Exil in Asmara die Allianz für die Wiederbefreiung Somalias (ARS). Al-Shabaab, ursprünglich eine Jugendmiliz innerhalb der Union islamischer Gerichte, formierte sich neu als eigenständige und besonders radikale Gruppierung.
Während der gemäßigtere Teil der ARS unter Sharif Sheikh Ahmed Friedensverhandlungen mit der Übergangsregierung führte, brachte al-Shabaab weite Teile Südsomalias unter ihre Kontrolle und setzt dort eine strenge Auslegung der Schari'a durch. Auch nach der Ernennung Sharif Sheikh Ahmeds zum Präsidenten und dem Abzug der äthiopischen Truppen kämpfen al-Shabaab und weitere islamistische Gruppierungen weiter gegen die Übergangsregierung. Sie arbeiten teils zusammen, es gibt jedoch auch Machtkämpfe zwischen ihnen. Konflikte gibt es auch um den fundamentalistischen Islam dieser Gruppen und den traditionellen, vom Sufismus geprägten gemäßigten Islam in Somalia.

### Eingreifen von außen

#### Äthiopien und Eritrea
Ab dem Jahr 2005 kam es zu einer massiven Anarchie. Die somalische Zentralregierung war nicht in der Lage, die erstärkten kriminellen Piratengruppen in den Griff zu bekommen. Die Piraterie vor den Küsten Somalias und die damit verbundenen internationalen Probleme veranlassten Äthiopien auf Druck der USA zum Eingriff in Somalia.

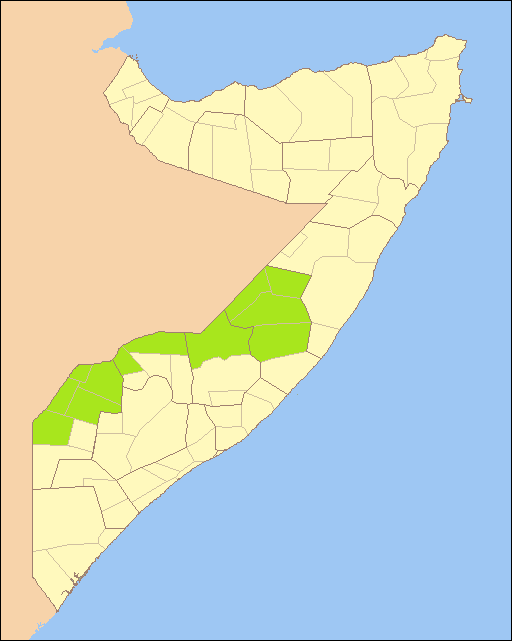
Gebiet der äthiopischen Operationen seit 2009

Die Beziehungen zwischen Somalia und der Regionalmacht Äthiopien sind gespannt, da der somalische Staat das von ethnischen Somali bewohnte, Ende des 19. Jahrhunderts von Äthiopien eroberte Gebiet Ogaden bzw. die Somali-Region als Teil eines Groß-Somalia beanspruchte. Diese Ansprüche führten 1977/78 zum Ogadenkrieg, den Somalia verlor. Die separatistische Nationale Befreiungsfront des Ogaden führt weiterhin einen Guerillakrieg in der Somali-Region. Die äthiopische Armee reagierte auf ihre Angriffe seit 2007 auch mit Übergriffen gegen die Zivilbevölkerung wie Morden, Niederbrennen von Dörfern, Folter und Vergewaltigungen.
Äthiopien möchte verhindern, dass in Somalia Akteure Macht erlangen, die die Gebietsansprüche auf Ogaden aufrechterhalten; nach in Somalia verbreiteter Ansicht bedeutet dies, dass es entweder die politische Fragmentierung Somalias beibehalten oder eine ihm genehme „Marionettenregierung“ einsetzen möchte. Äthiopien griff verschiedentlich auf Seiten unterschiedlicher Kriegsparteien in Somalia ein, zuletzt von Ende 2006 bis Anfang 2009 auf Seiten der Übergangsregierung. Das mit Äthiopien verfeindete Eritrea unterstützt hingegen anti-äthiopische Kräfte in Somalia, insbesondere Islamisten. Beide Länder wurden bereits früher beschuldigt, entgegen einem Waffenembargo der Vereinten Nationen Kriegsparteien mit Waffen beliefert und Truppen in Somalia stationiert zu haben und dort einen Stellvertreterkrieg auszutragen. Die Regierung Eritreas wies diese Vorwürfe mehrfach zurück.
Die somalischen Kriegsparteien lassen sich anhand ihrer Haltung zu Äthiopien grob in zwei Gruppierungen einteilen: Die vom Darod-Clan dominierte Koalition, die den von Äthiopien unterstützten Rat für Versöhnung und Wiederaufbau in Somalia (SRRC) in Südwestsomalia bildete und von 2004 bis Ende 2008 die Übergangsregierung dominierte, und die anti-äthiopisch ausgerichtete Mogadischu-Gruppe, die ihre Basis im Habar-Gedir-Hawiya-Clan hat und auch Islamisten umfasst.

#### Kenia
Kämpfer der al-Shabaab drangen verschiedentlich über die kaum bewachte Grenze in die Nordostregion von Kenia vor, wo ebenfalls Somali leben. Dort rekrutieren sie somalische Jugendliche aus Flüchtlingslagern sowie kenianische Somali für den Kampf in Somalia. Kenianische Sicherheitskräfte kooperieren ihrerseits mit der Übergangsregierung Somalias, um Flüchtlinge in Dadaab und einheimische Somali für Einsätze in Somalia zu rekrutieren.
Am 16. Oktober 2011 marschierten zwei Bataillone der kenianischen Streitkräfte (Kenya Defence Forces; KDF) im Rahmen der Operation Linda Nchi (deutsch: Verteidigt die Nation) mit rund 2400 Soldaten in den Süden Somalias ein, um die Al Shabaab zu bekämpfen und die für die Al Shabaab wirtschaftlich und finanziell wichtige Hafenstadt Kismayu im Süden Somalias einzunehmen. Auch die kenianische Luftwaffe flog Einsätze gegen Stellungen und ein Ausbildungslager der Al Shabaab in Jilib. Die Militäraktion wird mit Entführungen von Ausländern in Kenia begründet. Bis Februar 2012 konnte die kenianische Armee rund 110 km tief nach Somalia vordringen und kontrolliert nach eigenen Angaben eine Fläche von 95.000 km².

#### Übrige internationale Gemeinschaft
Die übrige internationale Gemeinschaft griff von 1992 bis 1995 mit den UNOSOM-Friedensmissionen militärisch in den somalischen Bürgerkrieg ein, scheiterte jedoch an der Komplexität der Situation und dem Widerstand diverser Kriegsparteien. Seither bemühte sie sich vorwiegend diplomatisch um eine Stabilisierung der Lage und insbesondere um die Wiederherstellung einer Zentralregierung. Seit 1998 und mehr noch seit 2001 wird das Geschehen in Somalia vermehrt aus dem Blickwinkel des „Krieges gegen den Terror“ betrachtet. Dieser richtet sich vor allem gegen islamistische Akteure im Bürgerkrieg. Von diesen haben manche Verbindungen zu islamistischen Kreisen außerhalb Somalias. Ein weiterer Aspekt, der internationale Aufmerksamkeit auf sich zieht, ist das Phänomen der Piraterie vor der Küste Somalias. Diese wird durch die politische Lage stark begünstigt, zum Teil beteiligen sich Bürgerkriegsakteure auch direkt an diesem profitablen Geschäft.
Von 2017 bis 2020 waren US-Soldaten in Somalia im Einsatz. 2022 begannen die USA einen neuen Einsatz.

## Verlauf

### Herrschaft und Entmachtung Siad Barres
Somalia erlangte 1960 seine Unabhängigkeit von Italien und Großbritannien. Nach neun Jahren der Demokratie, in denen Korruption und Vetternwirtschaft weit verbreitet waren, ergriff 1969 der Offizier Siad Barre die Macht und errichtete eine Diktatur. Offiziell betonte er die nationale Einheit und wandte sich gegen Clan-Loyalitäten, seine eigene Macht stützte er jedoch auf die sogenannte „MOD-Allianz“ aus seinem eigenen Clan der Marehan-Darod sowie den Ogadeni- und Dolbohanta-Darod. Insbesondere nach dem verlorenen Ogadenkrieg gegen Äthiopien 1977/78 wuchs die Unzufriedenheit aufgrund von Unterdrückung, Korruption und wirtschaftlichen Problemen. 1978 gab es einen ersten Putschversuch von Offizieren aus dem Majerteen-Darod-Clan, der bald niedergeschlagen wurde, aber in den Aktivitäten der Majerteen-Rebellenorganisation Somalische Demokratische Erlösungsfront (SSDF) in Nordostsomalia seine Fortsetzung fand. Im Nordwesten des Landes entstand die Somalische Nationale Bewegung (SNM) aus dem Clan der Isaaq. Beide Bewegungen wurden von Äthiopien unterstützt (während Somalia weiterhin die separatistische Westsomalische Befreiungsfront im Ogaden förderte) und stellten zunächst keine ernsthafte Bedrohung für das Barre-Regime dar. Dies änderte sich, als die beiden Länder 1988 vereinbarten, die gegenseitige Unterstützung von Rebellengruppen zu beenden. Die SNM musste ihre Basen in Äthiopien räumen und begann daraufhin eine Großoffensive, in der sie unter anderem Burao und Hargeysa einnahm. Die Staatsarmee reagierte mit umfangreichen Repressionsmaßnahmen, die etwa 40.000 Menschen das Leben kosteten und Hunderttausende in die Flucht nach Äthiopien trieben. Sie konnte jedoch nicht verhindern, dass die SNM im Nordwesten die Oberhand gewann.
In Süd- und Zentralsomalia, im Umland der Hauptstadt Mogadischu, begann der Aufstand des 1989 gegründeten Vereinten Somalischen Kongresses (USC) der Hawiya. Mit dem Ende des Kalten Krieges verlor Barre zudem die Unterstützung der USA und anderer westlicher Staaten. Indem Barre in dieser Endphase seines Regimes die Taktik des „Divide et impera“ anwandte und gezielt Misstrauen und Feindseligkeit zwischen den Clans schürte, legte er zum Teil den Grundstein für weitere Konflikte. 1990 kontrollierte seine Regierung praktisch nur noch die Hauptstadt. Am 26. Januar 1991 floh Siad Barre schließlich vor dem USC aus Mogadischu und begab sich mit Teilen der Armee durch das Shabeelle-Tal nach Süden. Ihm folgten zahlreiche Darod-Zivilisten aus Mogadischu, die vor Übergriffen und Racheakten des USC flohen. Der USC verfolgte Barre durch das Shabelle-Tal und weiter nach Süden in das Jubba-Tal hinein.
Die verschiedenen Bewegungen gegen Barre hatten sich im Vorfeld darauf verständigt, gemeinsam eine neue Regierung zu bilden. Dies scheiterte jedoch, als der von den Hawiya Mohammed Farah Aidid und Ali Mahdi Mohammed geführte USC den Sieg über Barre und damit den Hauptteil der Macht für sich allein beanspruchte. Die anderen Oppositionsgruppen erkannten die vom USC gebildete provisorische Regierung nicht an. Der Norden des Landes erklärte unter der Führung der SNM als Somaliland einseitig seine – international nicht anerkannte – Unabhängigkeit. Der USC selbst spaltete sich Ende 1991 zwischen den Unterclans der Abgal- und Habar-Gedir-Hawiya, als sich Ali Mahdi Mohammed (Abgal) in Mogadischu zum Präsidenten ausrief, während Aidid (Habar Gedir) Siad Barre verfolgte. Abgal- und Habar-Gedir-Milizen lieferten sich in der Folge schwere Kämpfe in Mogadischu, bei denen massive Zerstörungen angerichtet und schätzungsweise 14.000 Menschen getötet wurden. Derweil formierten sich zu Siad Barre loyale Darod in dessen Heimatregion Gedo im Jubba-Tal, um unter Führung von Barres Verteidigungsminister und Schwiegersohn Siad Hersi „Morgan“ für eine Rückkehr Barres zu kämpfen. Somalia zerfiel in umkämpfte Machtbereiche von Clans und Warlords und deren Milizen. So wird auch 1991 vielfach als Jahr des Kriegsbeginns angegeben.
Dass den siegreichen Bewegungen kein Aufbau einer neuen Regierung gelang, wird mit verschiedenen Faktoren erklärt. Darunter sind das kurzfristig ausgerichtete Handeln ihrer Führer sowie die Zwietracht zwischen den Clans, die Siad Barre erfolgreich geschürt hatte. Des Weiteren hätten sich die Clan-Milizen und kriminelle Banden zunehmend der Kontrolle der Clanführer entzogen und hätten sich kaum von Plünderungen abhalten lassen, was durch die leichte Verfügbarkeit von Waffen noch verschärft wurde. Schließlich habe die internationale Gemeinschaft das Geschehen zu Beginn weitgehend ignoriert und damit die Chance verpasst, zu vermitteln, bevor sich die Fronten weiter verhärteten.

### Eingreifen der UNOSOM

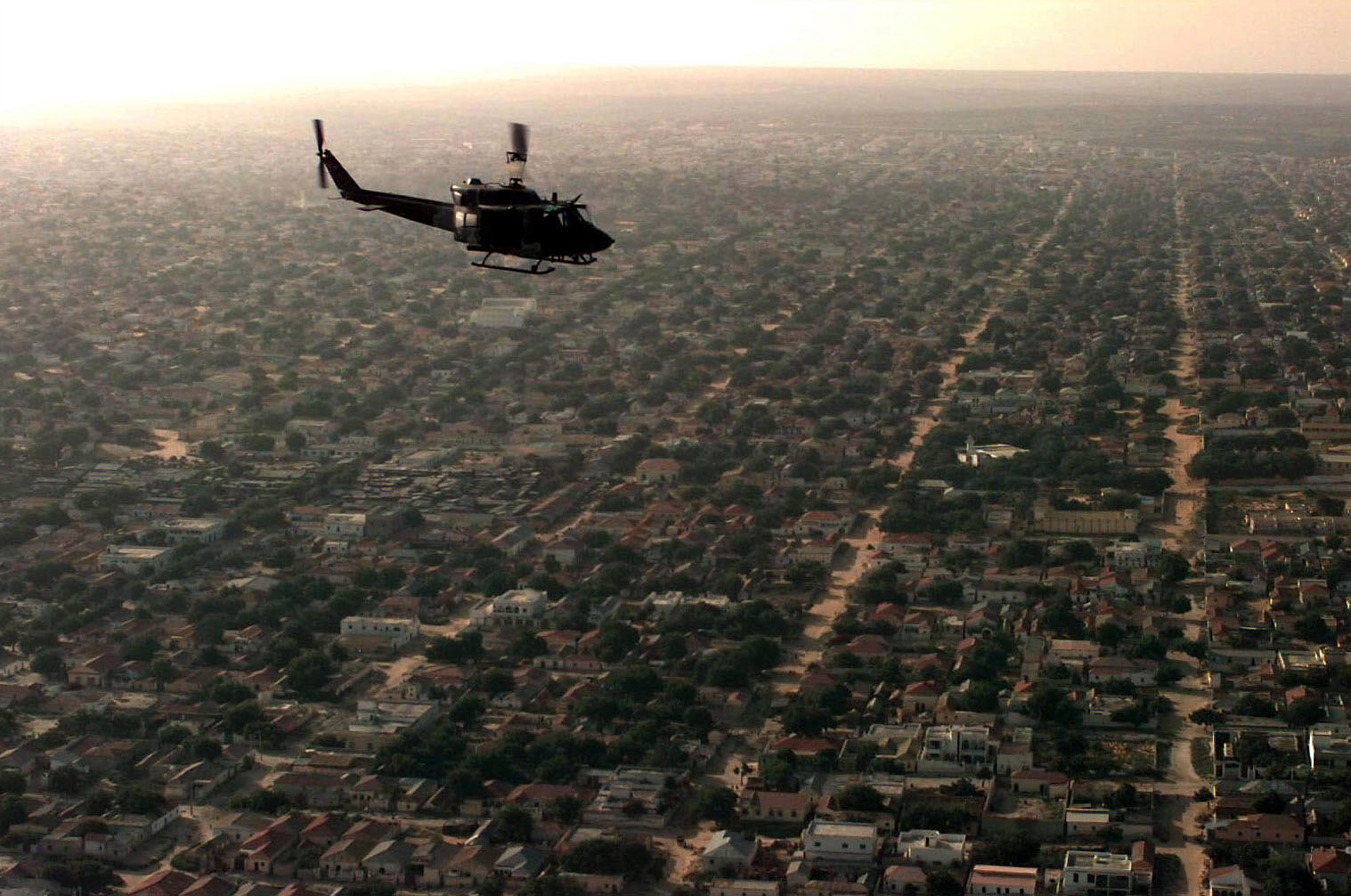
US-amerikanischer Helikopter über Mogadischu (1992)

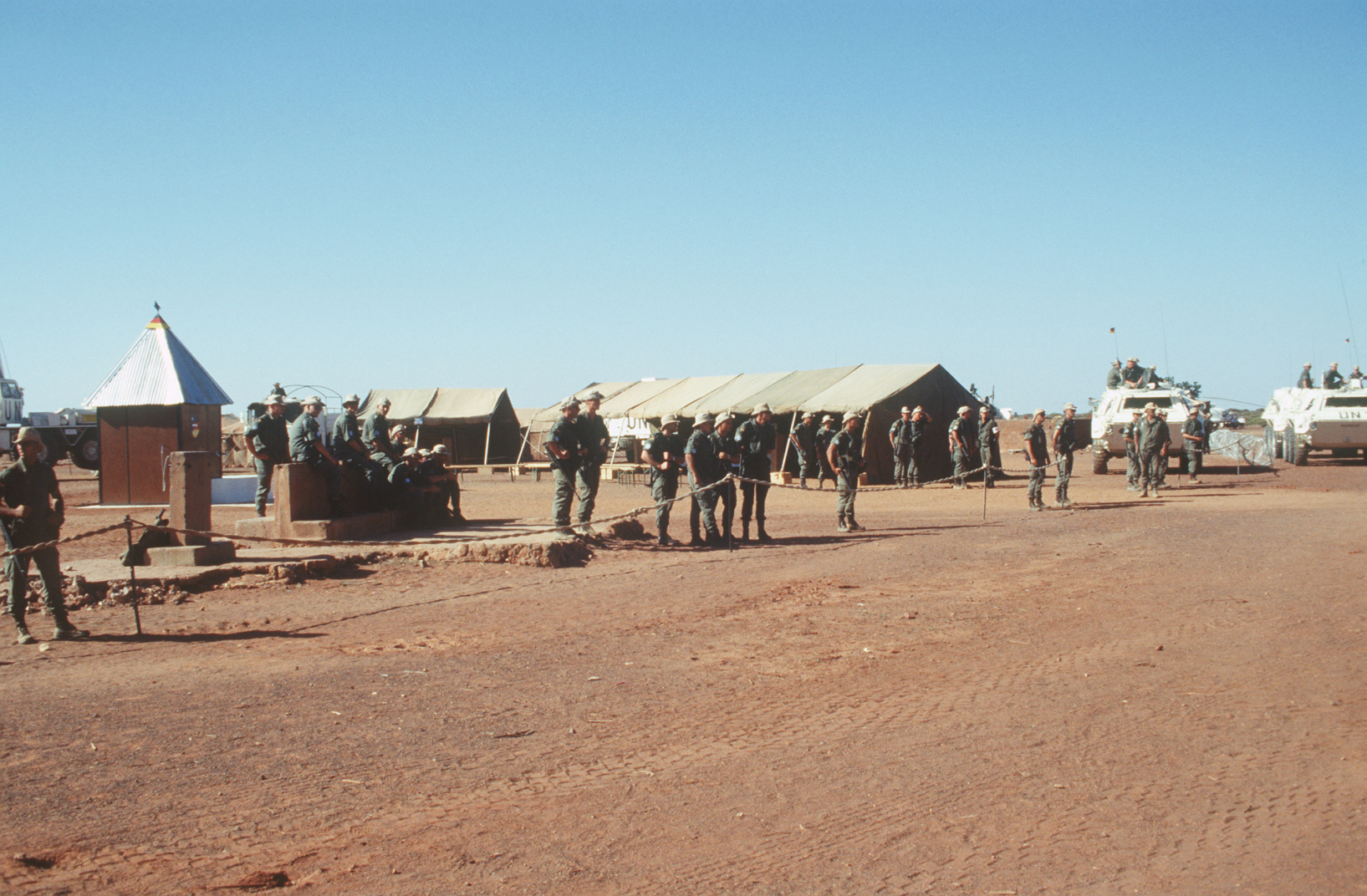
Deutsche UN-Soldaten in Matabaan zur Brunneneinweihung am 18. Dezember 1993

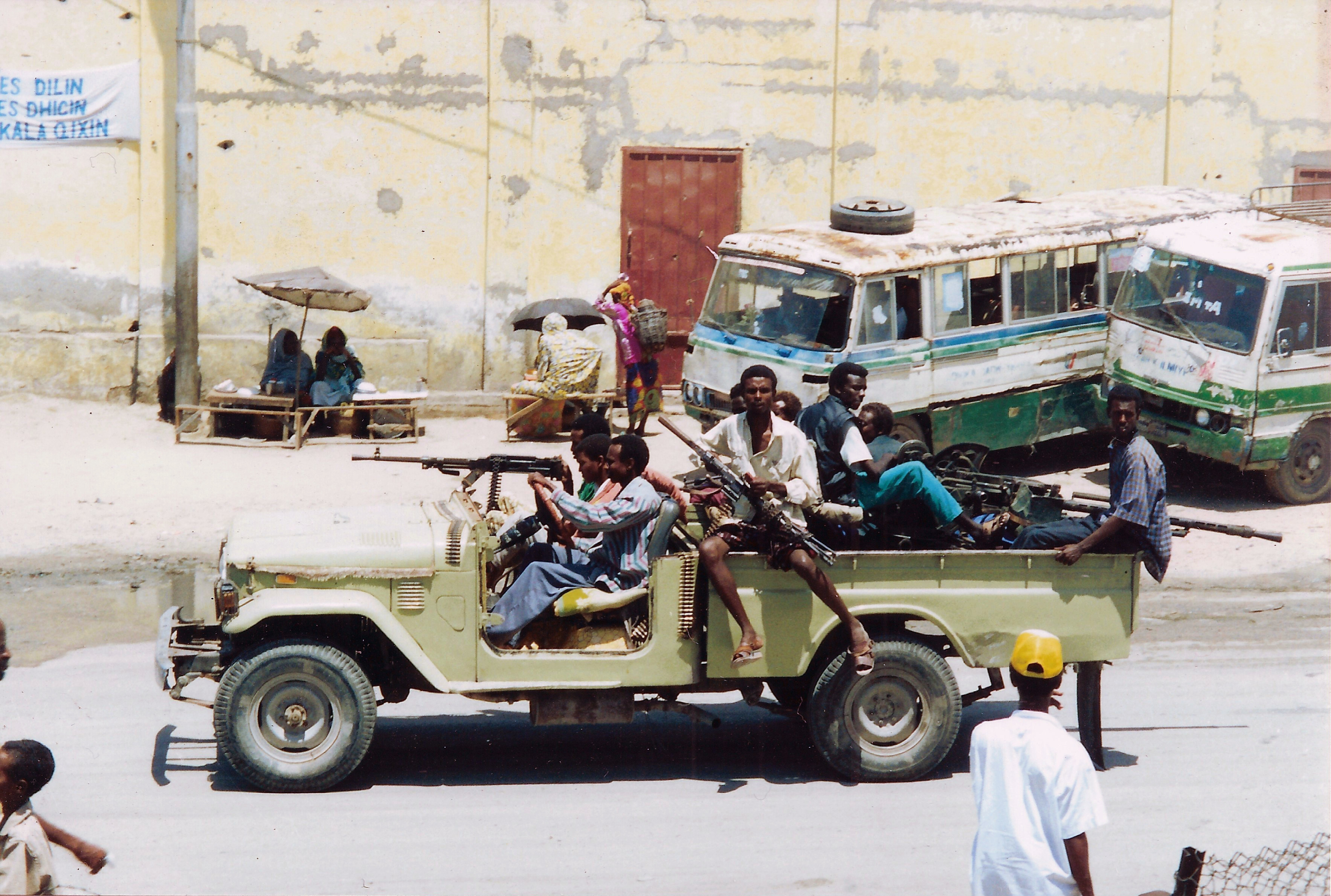
Bewaffnete auf einem Technical in Mogadischu, 1992 oder 1993

Die Kampfhandlungen und Plünderungen führten zu einer Verschlechterung der Versorgungslage bis hin zur Hungersnot im Süden Somalias, die schätzungsweise 300.000 bis 500.000 Menschen das Leben kostete. Betroffen waren vor allem die sesshaft-bäuerlichen, politisch und militärisch schwachen Bewohner der Region – der Clan der Rahanweyn und die Bantu-Minderheiten –, die zwischen die Fronten gerieten und sich kaum gegen Plünderungen und die Zerstörung ihrer landwirtschaftlichen Infrastruktur wehren konnten. Die Hungersnot erhielt ab etwa Mitte 1992 Aufmerksamkeit in den internationalen Medien. Im selben Jahr beschlossen die Vereinten Nationen die Entsendung der UNOSOM-Mission, die zunächst einen Waffenstillstand zwischen Aidid und Ali Mahdi überwachen sollte. Da auch Hilfsgüter für die von der Hungersnot Betroffenen vielfach geplündert wurden, kam die Idee auf, die Lieferung der Nahrungsmittelhilfe durch eine humanitäre Intervention zu sichern.

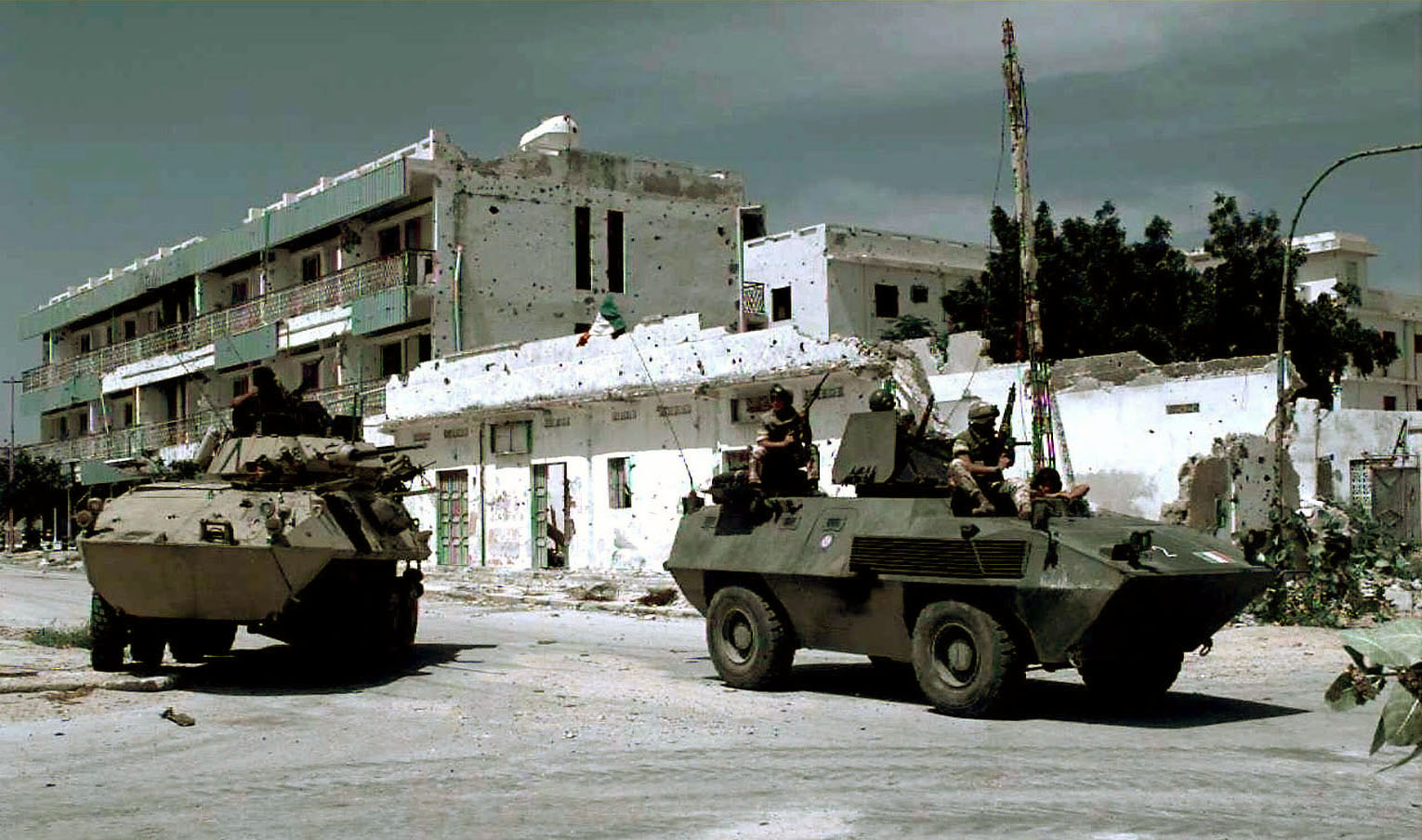
Amerikanische und italienische Soldaten sichern die Green Mile in Mogadischu

Der Frieden zwischen Warlords und UNO hielt nicht lange. Insbesondere Aidid wandte sich mit seiner Somalische Nationale Allianz offen gegen die UNOSOM und verlangte ihren Abzug, da er sie als Bedrohung seiner Macht ansah und fürchtete, sie werde die von Ali Mahdi gebildete Regierung anerkennen. Im November 1992 boten daraufhin die USA unter Präsident George H. W. Bush an, eine multinationale Truppe unter eigener Führung zu entsenden. Hintergrund dafür war die von Bush senior propagierte Idee einer „Neuen Weltordnung“. Der UN-Sicherheitsrat billigte die Entsendung dieser Unified Task Force UNITAF (auch als Operation Restore Hope bekannt) mit der Resolution 794 vom 3. Dezember 1992 und unterstellte ihr die UNOSOM-Operationen. Im Unterschied zur UNOSOM war die UNITAF ermächtigt, „alle nötigen Mittel“, auch militärische, anzuwenden. Am 9. Dezember gingen die ersten UNITAF-Truppen medienwirksam an der somalischen Küste an Land; insgesamt umfasste die Truppe zeitweise bis zu 37.000 Personen, mehrheitlich US-Amerikaner. Erstmals in der Geschichte der Bundesrepublik Deutschland nahm auch die Bundeswehr mit dem Deutschen Unterstützungsverband Somalia an einem militärischen Einsatz außerhalb des Bündnisgebietes der NATO teil.
Allerdings stellten unterschiedliche Erwartungen innerhalb Somalias wie auch in der internationalen Gemeinschaft sowie mangelnde Kenntnis der lokalen Gegebenheiten Probleme dar. So gab es bei Teilen der somalischen Bevölkerung die Erwartung, dass die internationalen Truppen die Warlords entwaffnen würden. Die US-Truppen wollten hingegen keine eigenen Verluste riskieren. Vereinzelte Versuche zur Entwaffnung von Kriegsparteien zeigten kaum Wirkung, da weiterhin großer Nachschub an Waffen innerhalb Somalias sowie aus Kenia und Äthiopien verfügbar war. Zugleich versuchte sich die UNOSOM/UNITAF auch die Unterstützung der wichtigsten Akteure zu sichern, indem Geschäfte mit ihnen und ihren Clans abgeschlossen wurden. Versäumnisse der internationalen Truppen im Umgang mit der Bevölkerung – bis hin zu Menschenrechtsverletzungen namentlich durch kanadische und italienische Truppen – trugen dazu bei, anfängliche Sympathie in Ablehnung umschlagen zu lassen. Teile der somalischen Bevölkerung sahen in der UNOSOM/UNITAF eine Besatzungsmacht und unterstellten insbesondere den USA auch eigennützige Motive wie die Erlangung der Kontrolle über Erdölvorräte oder die dauerhafte Errichtung von Militärbasen am strategisch wichtigen Horn von Afrika.
Nach einem Angriff von Aidids Truppen auf pakistanische Blauhelmsoldaten, die ein Waffenlager in der Nähe seiner Radiostation inspizieren sollten, wurde es zum wesentlichen Ziel der internationalen Truppen, Aidid zu ergreifen. Die schweren Angriffe, die gegen ihn gerichtet waren wie beispielsweise die Operation Michigan, hatten jedoch auch zahlreiche zivile Opfer zur Folge. Sie erleichterten es Aidid, sich durchaus mit Erfolg bei Teilen der Bevölkerung als antikolonialer Befreiungskämpfer darzustellen. Höhepunkt der Auseinandersetzungen zwischen der UNOSOM/UNITAF und ihren somalischen Gegnern war die Schlacht von Mogadischu am 3./4. Oktober 1993, in der 18 US-Soldaten und ein malaysischer UN-Soldat sowie rund 1000 Somalier getötet wurden. Nach diesem Ereignis zogen die USA bis 1994 ihre Truppen ab. Auch die UNOSOM II zog sich 1995 zurück, ohne eine politische Lösung erreicht zu haben.
Aufgrund der Erfahrungen in Somalia griffen die USA und die übrige internationale Gemeinschaft in den Jahren nach 1993 insgesamt zögerlicher in Konflikte ein, namentlich 1994 beim Völkermord in Ruanda und in den Jugoslawienkriegen insbesondere beim Massaker von Srebrenica 1995. In diesen Fällen wurde der internationalen Gemeinschaft später ihre Untätigkeit vorgeworfen, die Verbrechen mitermöglicht habe.

### Ende der UNOSOM und Bildung der Übergangsregierung
Nach dem gescheiterten UNOSOM-Einsatz geriet Somalia zeitweise aus dem Blickfeld der internationalen Presse und gilt als typisches Beispiel eines „gescheiterten Staates“. Vor allem Mogadischu war weiterhin zwischen Unterclans der Hawiya umkämpft. Neben Aidid und Ali Mahdi Mohammed gelangten weitere Warlords wie Osman Ali Atto, Mohamed Qanyare Afrah und Musa Sudi Yalahow zu Bedeutung. Warlords, Geschäftsleute mit eigenen Milizen und Banden von sogenannten „Freelancern“ kämpften bisweilen um einzelne Straßensperren. Solche Auseinandersetzungen forderten auch etliche zivile Todesopfer durch Querschläger.
Die Habar-Gedir-Hawiya unter Aidid brachten 1995 die Hafenstadt Merka und das von den Rahanweyn bewohnte Südwestsomalia unter ihre Kontrolle. Im selben Jahr konnten die Rahanweyn jedoch mit Unterstützung Äthiopiens ihre militärische Lage verbessern und die Rahanweyn-Widerstandsarmee (RRA) gründen. Diese eroberte in den folgenden Jahren ihr Gebiet zurück. Aidid selbst wurde 1996 in einem Kampf unter den Hawiya um Bananenexporte aus dem unteren Shabelle-Tal („Bananenkrieg“) tödlich verwundet, woraufhin sein Sohn Hussein Mohammed Farah („Aidid junior“) sein Nachfolger wurde. Auch die Biimal-Dir versuchten ihre Kontrolle über Merka und das untere Shabelle-Tal von den Habar Gedir zurückzuerlangen. In Jubaland und insbesondere in der bedeutenden Hafenstadt Kismaayo kämpfte die Juba-Tal-Allianz aus Habar Gedir und Marehan gegen Siad Hersi. Die Kämpfe waren jedoch insgesamt weniger intensiv als Anfang der 1990er-Jahre. Puntland im Nordosten, das seit 1991 unter Kontrolle der SSDF und der lokalen Clans war, erklärte sich 1998 zum autonomen Teilstaat innerhalb Somalias und errichtete eine eigene Regionalregierung. Innerhalb Puntlands kam es 2001–2003 zu Machtkämpfen zwischen Präsident Abdullahi Yusuf Ahmed und Jama Ali Jama. In Somaliland im Norden flammten 1992 und noch einmal 1994–1996 Auseinandersetzungen zwischen Clans auf, doch diese konnten mit traditionellen Methoden der Friedensstiftung beigelegt werden, sodass es seit 1996 weitgehend friedlich blieb.
Ein Erklärungsansatz für das Andauern des Krieges ist, dass verschiedene Akteure nicht in erster Linie weiterkämpften, um zu gewinnen, sondern vor allem um „Bedingungen anhaltender Instabilität“ zu schaffen, die ihren politischen und wirtschaftlichen Interessen dienen. So würden Warlords befürchten, in friedlichen und demokratischen Verhältnissen an Macht zu verlieren oder auch für Kriegsverbrechen zur Rechenschaft gezogen zu werden, und daher bei Friedensbemühungen als „Störenfriede“ (spoilers) auftreten. Auch Personen und Gruppierungen, die von Plünderungen und illegalen Geschäften leben und profitieren, seien an einer Wiederherstellung staatlicher Ordnung wenig interessiert.

### Versuche zur Regierungsbildung
Die internationale Gemeinschaft versuchte verschiedentlich, auf diplomatischem Weg zu einer Lösung der Konflikte beizutragen. Dabei konzentrierte sie ihre Bemühungen darauf, eine Regierung für Somalia zu bilden, die anschließend das Land stabilisieren sollte. Über ein Dutzend Runden von Friedensgesprächen wurden zu diesem Zweck durchgeführt. Im Jahr 2000 konnte nach Verhandlungen in Arta im Nachbarland Dschibuti eine Übergangsregierung, die Föderale Nationale Regierung (TNG), aus Angehörigen verschiedener Clans gebildet werden. Damit verfügte Somalia wieder über eine international anerkannte Regierung. Innerhalb Somalias wurde sie jedoch von den meisten Warlords, die in den Verhandlungsprozess kaum einbezogen worden waren, nicht anerkannt und konnte sich daher nie im Land niederlassen. Ihre Gegner gründeten das Bündnis SRRC als „Gegenregierung“ mit Sitz in Baidoa, das von Äthiopien unterstützt wurde. Erneute Verhandlungen in Kenia, bei denen diesmal Warlords führend beteiligt waren, führten 2004 zur Bildung einer neuen Übergangsregierung Transitional Federal Government (TFG), die nun vom SRRC und Vertretern aus der faktisch autonomen Region Puntland dominiert wurde. Diese Regierung zog 2005 in Baidoa und Jawhar ein, konnte jedoch ebenfalls nie eine funktionierende Verwaltung aufbauen oder größere Teile des Landes unter ihre Kontrolle bringen.

### Union islamischer Gerichte, Kampf gegen Terrorismus
Seit den Terroranschlägen auf die US-Botschaften in Kenia und Tansania 1998 und noch mehr seit Beginn der Amtszeit von George W. Bush und den Terroranschlägen am 11. September 2001 interessieren sich die USA wieder verstärkt für Somalia. Das Land wurde als möglicher Standort von Trainingslagern islamistischer Terroristen oder gar als Zufluchtsort für Osama bin Laden betrachtet.
Vor diesem Hintergrund beobachteten die USA den Machtgewinn der Union islamischer Gerichte mit Besorgnis. Die Union war eine lose Koalition islamischer Gerichtshöfe, die in unterschiedlich strenger Ausprägung die Schari'a durchsetzten, und war mit dem in Mogadischu mächtigen Clan der Habar-Gedir-Hawiya, insbesondere mit deren Unterclan der Ayr, verbunden. Sie umfasste ein breites Spektrum von gemäßigten Geistlichen bis zu Wahhabiten und Mitgliedern der früheren al-Ittihad. Die USA unterstützten zeitweise die Allianz für die Wiederherstellung des Friedens und gegen den Terrorismus, einen losen Zusammenschluss von Warlords gegen die Union. Diese Unterstützung für die weitgehend unbeliebten Warlords vergrößerte jedoch möglicherweise die Zustimmung in der Bevölkerung für die Union islamischer Gerichte eher noch. Als Mitte 2006 die Konflikte zwischen den ARPCT- und anderen Warlords und der Union eskalierten, vertrieb die Union binnen kurzer Zeit die Warlords und übernahm die Macht in Mogadischu und weiteren Teilen Südsomalias. Dort konnte sie die Sicherheitslage für die Bevölkerung deutlich verbessern und zum Teil erstmals seit Kriegsbeginn wieder ein gewisses Maß an Recht und Ordnung herstellen. Auch der Handel erlebte einen Aufschwung, und der Hafen und der Flughafen von Mogadischu wurden wieder eröffnet. Gewisse Maßnahmen der islamischen Gerichtshöfe wie Verbote von Kinos, Tanz, Musik und Kat, öffentliche Auspeitschungen und vermehrter Druck auf Frauen, Gesichtsschleier zu tragen (was in Somalia traditionell nicht üblich ist), sorgten allerdings auch für Unmut in der Bevölkerung.
Zugleich begann die Union, die Übergangsregierung in Baidoa zu bedrohen. An den Grenzen zwischen den Machtbereichen von Übergangsregierung und Union kam es weiterhin zu Kämpfen, wobei die Übergangsregierung weiter zurückgedrängt wurde. Innerhalb der Union kam es zu Machtkämpfen, wobei zusehends radikale Kräfte die Oberhand gewannen. Diese erhoben auch Ansprüche auf die Somali-Region Äthiopiens – die von Somali-Nationalisten und vom somalischen Staat als Teil eines Groß-Somalia beansprucht worden war – und riefen zum Dschihad gegen die Übergangsregierung, gegen Äthiopien und die USA auf. Zudem erhielt die Union Unterstützung vom mit Äthiopien verfeindeten Eritrea und beherbergte Teile der separatistischen Gruppierungen “Nationale Befreiungsfront des Ogaden” und Oromo-Befreiungsfront.

### Eingreifen Äthiopiens
Äthiopien beobachtete diese Entwicklungen mit Sorge, da es ein Übergreifen auf die Somali-Region und eine islamistische Vereinnahmung seiner eigenen muslimischen Bevölkerung fürchtete. Vordergründig um die somalische Übergangsregierung zu schützen, stationierte es zunächst „Militärbeobachter“ in Somalia. Dies sorgte innerhalb der Übergangsregierung für Uneinigkeit, da Teile der Übergangsregierung dieses äthiopische Eingreifen ablehnten.
Am 24. Dezember 2006 erklärte Äthiopien der Union islamischer Gerichte den Krieg. Die USA, für die Äthiopien ein wichtiger regionaler Verbündeter im „Krieg gegen den Terror“ ist, billigten und unterstützten diese Intervention. Umstritten ist, ob die USA Äthiopien dazu veranlassten oder ob sie selbst der Intervention skeptisch gegenüberstanden, Äthiopien aber gewähren ließen.
Unterstützt durch Bombardements der äthiopischen Luftwaffe drangen Truppen Äthiopiens und der somalischen Übergangsregierung im Süden des Landes vor. Am 27. Dezember verließ die Union islamischer Gerichte Mogadischu und zog sich großteils nach Süden in die Hafenstadt Kismaayo zurück. Von dort wurde sie weiter bis in den äußersten Süden Somalias nahe der kenianischen Grenze abgedrängt. Am 10. Januar 2007 griffen auch US-amerikanische Kampfflugzeuge Städte in jenem Gebiet an. Laut US-Angaben waren das Ziel al-Qaida-Terroristen. Weitere Luftangriffe führten die USA im Juni 2007 in Bargaal im Nordosten Somalias, Anfang 2008 wiederum im Süden in Dhobley und am 1. Mai 2008 in Dhuusamarreeb durch.

#### Weitere Kämpfe 2007 bis 2008
Derweil zog die Übergangsregierung erstmals in Mogadischu ein. Dabei wurde sie weiterhin von schätzungsweise 55.000 äthiopischen Soldaten unterstützt. Die afrikanische Friedenstruppe African Union Mission to Somalia (AMISOM), die die umstrittene äthiopische Militärpräsenz ersetzen sollte, erreichte nie ihre geplante Truppenstärke: Von vorgesehenen 8000 Soldaten sind bislang rund 4000 zugesagt und etwa 2000 (aus Uganda und Burundi) stationiert. Der Vorschlag, eine Friedenstruppe der Vereinten Nationen zu entsenden, wurde bislang wegen der schwierigen Lage vor Ort und der Erfahrungen von 1992–1995 zurückgewiesen.
In Mogadischu kam es zu Angriffen auf die Truppen Äthiopiens und der Übergangsregierung, die sich bald zum offenen Krieg ausweiteten. Zu den Aufständischen gehörten militante Islamisten und Angehörige des Hawiya-Clans – von denen manche den sofortigen Abzug Äthiopiens verlangten, während andere weitergehende politische Ziele verfolgten – und diverse andere Akteure, die an einer stabilen Regierung kein Interesse haben. Vor allem im März/April, Juli/August (während der Nationalen Versöhnungskonferenz, die bescheidene Resultate erbrachte) und November 2007 gab es heftige Zusammenstöße, die insgesamt etwa 700.000 Menschen in die Flucht trieben. Gemäß einem Bericht von Human Rights Watch haben dabei sowohl die äthiopischen und Übergangsregierungs-Truppen als auch die Aufständischen durch Vorgehen ohne Rücksicht auf die Zivilbevölkerung Kriegsverbrechen begangen. Amnesty International kam ebenfalls zu dem Schluss, dass Zivilisten in Süd- und Zentralsomalia schweren Übergriffen von allen Seiten ausgesetzt seien.
2008 griffen die Gegner Äthiopiens und der Übergangsregierung vermehrt und mit Erfolg kleinere Städte im Süden und Zentrum Somalias an. Teile der Union islamischer Gerichte begaben sich zusammen mit weiteren Gegnern der Übergangsregierung ins Exil nach Eritrea und gründeten die Allianz für die Wiederbefreiung Somalias (ARS) mit dem Hauptziel, die äthiopische Militärpräsenz zu beenden. Friedensgespräche zwischen der Übergangsregierung und gemäßigten Vertretern dieser Allianz in Dschibuti führten zu Vereinbarungen über einde Machtteilung und den Abzug der äthiopischen Truppen. Radikale Vertreter der ARS und die islamistische Jugendmiliz al-Shabaab, die aus dem militanten Flügel der Union islamischer Gerichte hervorgegangen ist, lehnten diese Verhandlungen jedoch ab und erhöhten ihre militärische Aktivität gegen Äthiopien und die Übergangsregierung. Dabei drangen sie kurzzeitig bis in die äthiopische Grenzstadt Ferfer vor. Namentlich im westlichen Teil Südsomalias (Jubaland) und in der zentralsomalischen Region Hiiraan übernahmen sie die Kontrolle, während die Übergangsregierung nur mehr die Stadt Baidoa und den Hafen, den Flughafen, den Präsidentenpalast und einige Militärlager in Mogadischu sicher kontrollierte.

#### Lage 2009
Entsprechend den Friedensvereinbarungen zogen die äthiopischen Truppen im Januar 2009 aus Somalia ab. Kurz zuvor trat Präsident Abdullahi Yusuf Ahmed von seinem Amt zurück, nachdem er zuletzt stark kritisiert worden war und sich mit Ministerpräsident Nur Hassan Hussein überworfen hatte. Er kehrte in seine Heimatregion Puntland zurück, wohin ihm auch zu ihm loyale Truppen der Übergangsregierung gefolgt sein sollen. Truppen des gemäßigten Teils der ARS sollten das Sicherheitsvakuum nach dem Abzug der Äthiopier füllen. Das Übergangsparlament, erweitert um Mitglieder der ARS, wählte den Allianz-Vertreter Sharif Sheikh Ahmed zum neuen Präsidenten. Die radikal islamistische al-Shabaab, die die Führung innerhalb des politischen Islam in Somalia beansprucht, kämpfte jedoch weiter gegen die Übergangsregierung und für die vollständige Durchsetzung einer strengen Auslegung der Schari'a und eroberte auch den bisherigen Regierungssitz Baidoa. Zugleich trat eine neue, gemäßigt-islamistische Gruppierung namens Ahlu Sunna wal Jama'a (ASWJ) in Erscheinung und begann die al-Shabaab zu bekämpfen. Sie repräsentiert die traditionell in Somalia vorherrschende, vom Sufismus geprägte Form des Islam, die von den radikaleren Strömungen bedrängt wird.
Ende Juni 2009 rief Präsident Sharif Sheikh Ahmed den Ausnahmezustand wegen der wachsenden Gewalt aus. Das somalische Parlament ist wegen der Flucht einer großen Zahl von Abgeordneten praktisch nicht mehr beschlussfähig.

#### Lage seit 2010
Auf einem Treffen Ende Januar 2010 in Baidoa verabschiedeten die Milizenführer von Al Shabaab Mohamed Abdi Godane und Sheikh Muktar Robow sowie weitere islamistische Gruppierungen (z. B. Kamboni) eine Proklamation, in der der Dschihad in Somalia als Teil des Dschihad der Al-Qaida erklärt wurde. Ziel sei es, einen Gottesstaat am Horn von Afrika zu errichten.
Zur Unterstützung der somalischen Übergangsregierung begann die EU am 7. April 2010 eine Ausbildungs- und Trainingsmission für somalische Soldaten durch EU-Militärberater. An der „EU Training Mission in Somalia (EUTM-S)“ sind aktuell (Stand September 2022) 225 Personen beteiligt. Da zu Beginn der Mission die Sicherheitslage in Somalia zu gefährlich war, begann die Mission 2010 zunächst in Bihanga, Uganda. Von März 2010 bis März 2018 war auch die Bundeswehr mit bis zu 10 Soldaten an diesem Einsatz beteiligt.

Situation im November 2016

Die Al-Shabaab-Milizen starteten am 23. August 2010 eine massive Offensive in der Hauptstadt Mogadischu. Bei einem Angriff auf das Hotel Muna am 24. August 2010 wurden mindestens 30 Menschen, vor allem Parlamentsabgeordnete und Regierungsmitarbeiter getötet.

#### Intervention Kenias 2011–2012
Nach Entführungen von zwei spanischen Mitarbeitern von Ärzte ohne Grenzen durch Al-Shabaab-Mitglieder Mitte Oktober begann in Kenia die Vorbereitung einer Militäroperation zur Bekämpfung des Einflusses der Terrormiliz. Zuvor hatten im September bewaffnete Somalis ein Hotel in der Grenzregion von Kenia und Somalia überfallen.
Ab Mitte Oktober 2011 führte Kenia unter dem Namen „Linda Nchi“ eine Militäroperation durch, mit der Begründung, Al-Shabaab gefährde die Stabilität des Landes. Parallel zu Gefechten zwischen Al-Shabaab und der Übergangsregierung Somalias in Mogadischu, rückten ab dem 16. Oktober 2011 kenianische Truppen mit Panzern und Artillerie bis zu 120 Kilometer in den Süden Somalias ein. Nach kenianischen Angaben erfolgte die Operation mit Zustimmung und Beteiligung der somalischen Übergangsregierung. Beide Seiten hätten sich auf das Ziel verständigt, Al-Shabaab „auszulöschen“.
2012 griffen kenianische Marineinfanteristen mit Kismayo die letzte Hochburg von Al-Shabaab an.
Im März 2012 wurde die kenianische Intervention in die Mission der Afrikanischen Union in Somalia (AMISOM) eingegliedert.
Im August 2012 endete die Amtszeit der Übergangsregierung in Somalia. Als Nachfolger wurde die föderale Regierung Somalias eingesetzt.

### Entwicklungen seit 2012
Im September 2014 wurde der deutsch-amerikanische Journalist Michael Scot Moore durch Eliteeinheiten der US-Armee aus einer zweijährigen Geiselhaft befreit. Hierbei kamen Kampfflugzeuge und Kampfhubschrauber zum Einsatz. Hinter der Entführung wurde von Experten die Al-Shabab-Terrormiliz vermutet. Verhandlungen mit den Geiselnehmern scheiterten und es wurde mit der Hinrichtung der Geisel gedroht. Die US-Regierung verurteilte die Entführung aufs Schärfste. Am 9. September 2014 wurden in der kenianischen Hauptstadt Nairobi zwei deutsche Terrorverdächtige festgenommen. Sie wollten sich der Terrormiliz Al-Shabab anschließen. Ihnen wurde vorgeworfen, in den Jahren 2012 und 2013 bereits mehrfach nach Somalia eingereist zu sein. Ebenfalls im September 2014 wurden Luftangriffe von einer amerikanischen MQ-9-Predator-Drohne sowie F-16-Kampfflugzeugen durchgeführt. Hierbei starben der Anführer der Al-Shabab Ahmed Abdi Godane sowie viele andere hochrangige Al-Shabab-Anführer.
Im Februar 2015 kam es zu einem verheerenden Anschlag auf hochrangige somalische Regierungsvertreter. Hierbei stürmten dutzende Islamisten ein Regierungsgebäude. Somalische Sicherheitskräfte konnten nach mehreren Tagen die Angreifer unschädlich machen. Somalische Medien berichteten von 40 Toten und etlichen Verletzten. Im Mai 2015 führten kenianische Truppen Luftangriffe gegen Al-Shabab-Kämpfer in Somalia durch. Bei den Luftangriffen wurden dutzende Islamisten getötet. Außerdem stürmten Al-Shabab-Kämpfer in Kenia eine Universität und töteten 148 Menschen. Die USA und Frankreich führten ebenfalls im gleichen Monat massive Luftangriffe durch. Weiterhin gingen somalische Sicherheitskräfte gegen Al-Shabab-Stellungen in den Vororten von Mogadischu vor, um die aus der Wüste eingedrungenen Terroristen zu vertreiben. Im April 2015 stürmten Al-Shabab-Kämpfer das somalische Bildungsministerium in Mogadischu. Hierbei starben 9 Zivilisten. Eingetroffene kenianische Spezialeinheiten töteten 45 Angreifer. Am 23. Oktober 2015 verlängerte der UN-Sicherheitsrat mit der Resolution 2244 das seit 1992 bestehende Waffenembargo für Somalia bis ins Jahr 2023. Die Einschränkung für den Kauf von leichten Waffen wurde fast vollständig aufgehoben. Im November 2015 kam es zu einem Doppel-Bombenanschlag in Mogadischu. Hierbei kam es zu Feuergefechten in einem Hotelkomplex. Insgesamt wurden 11 Angreifer und 9 Zivilisten getötet.
Im Verlauf des Jahres 2016 kam es zu Angriffen auf Mitarbeiter des UN-Flüchtlingshilfswerks. Die internationale Gemeinschaft reagierte mit Luftangriffen auf die Terroristen der Al-Shabab-Miliz. Die Al-Shabab-Miliz warf der UN vor, eine ausländische Kolonialmacht zu sein und zu versuchen, die Somalier vom richtigen Glauben abzubringen. Im Januar 2016 kam es zu einem Angriff auf ein Hotel in Mogadischu durch Terroristen der Al-Shabab-Miliz. Hierbei starben mindestens 19 Zivilisten. Im Februar 2016 wurde bei einem Gefecht zwischen Al-Shabab-Terroristen und AU-Friedenstruppen der Vize-Anführer der Al-Shabab-Milliz Mahad Karate getötet. Dieser Angriff folgte auf einen Angriff auf das kenianische Kontingent, das innerhalb der AU-Friedensmission diente. Hierbei starben 100 Soldaten der kenianischen Armee. Am 7. März 2016 führten US-Luftstreitkräfte einen Luftangriff auf Terroristen der Al-Shabab-Terrormiliz durch. Hierbei wurden 150 Al-Shabab-Terroristen getötet. Im April 2016 wurde der Pressesprecher der Al-Shabab-Terrormilliz Hassan Hanafi Hagi in Mogadischu zum Tode verurteilt und hingerichtet. Er hatte laut somalischen Bundesbehörden Anschlagsziele ausspähen wollen. Im Juli 2016 gab es auf ein bei somalischen Führungspersönlichkeiten beliebtes Hotel einen Anschlag. Mindestens 16 Menschen starben bei dem Angriff und 55 Menschen wurden teils schwer verletzt. Im August 2016 kam es zu einem Doppelanschlag in der somalischen Hauptstadt Mogadischu. Hierbei starben mindestens 18 Menschen. Zudem wurde das Gebäude der Straßenverwaltung irreparabel beschädigt. Am.12 Dezember 2016 kam es zu einem Anschlag mit mindestens 12 Toten. Hierbei sprengte sich ein Selbstmord-Attentäter der Al-Shabab-Terrormiliz in die Luft.
Am 27. Januar 2017 kam es zu einem Angriff auf einen Stützpunkt der ANISOM-Truppen. Hierbei starben 50 kenianische Soldaten und hunderte Islamisten. Im April 2017 gab der damalige US-Präsident Trump bekannt, dass die USA erstmals seit ihrem Abzug aus Somalia in den 1990er Jahren Truppen stationieren wollen. Hierbei handele es sich um Spezialkräfte, die die somalische Armee durch Ausbildung dazu befähigen sollen, die wachsende Gewaltspirale in Somalia zu beenden. Im Mai 2017 wurde ein US-Soldat in Somalia getötet. US-Truppen waren in der 40 Kilometer westlich von Mogadischu gelegenen Stadt Barri in einen Hinterhalt der Terrormiliz Al-Shabab geraten. US-Spezialeinheiten griffen in der Folge verschiedene Al-Shabab-Lager an und töteten dutzende Terroristen. Im Juli 2017 griffen Islamisten der Terrormiliz Al-Shabab ugandische Friedenstruppen der AU-Mission ANISOM an. Hierbei starben 19 ugandische Soldaten. Die US-Luftwaffe führte mit Drohnen Luftangriffe in der Folge des Gefechtes durch und töte einen Terroristen der Terrormiliz Al-Shabab.
In 2017 führten die USA gegen die Terrorgruppierung Al-Shabab mehrere Luftangriffe durch. Ziel war es hierbei, führende Mitglieder der Terrororganisation zu eliminieren. Am 29. November 2017 griffen Al-Shabab-Terroristen erneut ein bei somalischen Führungspersönlichkeiten beliebtes Hotel in der somalischen Hauptstadt Mogadischu an. Die Islamisten zündeten eine Autobombe und lieferten sich mit den Sicherheitskräften des Hotels ein Feuergefecht. Nach zehnstündigem Gefecht und dem Tod von insgesamt 23 Menschen konnten somalische Spezialeinheiten die Terroristen unschädlich machen. Im November 2017 kam es im Mogadischu zu einem verheerenden Anschlag. Hierbei wurden 300 Menschen getötet. Die Terrorgruppe Al-Shabab übernahm dafür die Verantwortung. Am 11. November 2017 führten MQ-1 Reaper der US-Luftwaffe Luftangriffe 120 Kilometer nördlich von Mogadischu durch. Bei diesen Luftangriffen starben Anführer der Terrormiliz Al-Shabab. Am 21. November 2017 führten US-Luftstreitkräfte Luftangriffe gegen ein Trainingslager der Al-Shabab-Miliz durch. Der Effekt der Luftangriffe wurde durch dort gelagerte Munition maximiert. Hierbei starben mehr als 100 Kämpfer der Terrororganisation. Am 23. November 2017 kam es zu einem verheerenden Attentat mit 350 Toten. Dieser Anschlag war der größte in der somalischen Geschichte. Der damalige US-Präsident Trump kündigte die weitere Verfolgung und Vernichtung von Terrorelementen in Afrika an.
Am 17. November 2018 führten die USA einen Luftangriff auf die Terrororganisation Al-Shabab durch, bei dem 60 Islamisten starben. Im Rahmen der von der EU geführten Ausbildungsmission EUTUM Somalia zog die Bundeswehr 2018 die letzten Soldaten ab.
Am 4. Februar 2019 wurden elf Zivilisten bei einem Autobombenanschlag getötet. Somalische Sicherheitskräfte lieferten sich stundenlange Gefechte mit den Terroristen. Am 1. März 2019 kam es zu einem Anschlag mit 25 Toten in Mogadischu. In der Nacht danach kam es zu einem Gefecht zwischen den inzwischen verschanzten Angreifern und somalischen Sicherheitskräften. Im März 2019 kam es in der Stadt Lahooe südlich von Mogadischu zu schweren Gefechten. Hierbei wurden 10 Terroristen der Al-Shabab getötet. Am 10. Mai 2019 führten US-Drohnen Luftangriffe gegen IS-Terroristen durch. Hierbei starben 13 Terroristen. Der Einfluss des IS in Somalia sollte durch diese Angriffe eingedämmt werden. Im Juli 2019 kam es zu einem Anschlag auf den Konvoi des UNO-Sondergesandten für Somalia. Bei dem Anschlag wurde der Bürgermeister der somalischen Hauptstadt Mogadischu schwer verletzt; insgesamt starben 7 somalische Polizisten. Im Oktober 2019 wurde ein Hotel im Mogadischu von Kämpfern der Al-Shabab angegriffen. Bei dem Anschlag starben fünf Menschen, unter ihnen ein ranghoher Vertreter der somalischen Regierung.
Im Januar 2020 gab die Türkei bekannt, dass sie die militärische Unterstützung Somalias ausbaut und zur Stärkung der Wirtschaft im Land nach Öl bohren lässt. Ebenfalls im Januar 2020 griffen hunderte somalische Dschihadisten einen US-Militärstützpunkt an und töteten drei US-Soldaten. Die Angreifer wurden beim Versuch, sich zurück nach Somalia abzusetzen, von kenianischen Panzergrenadieren getötet.
Am 11. November 2021 wurde eine Ladung iranischer Waffen von somalischen Sicherheitskräften getarnt auf einem Laster gefunden. Laut der somalischen Regierung sollten diese ursprünglich an die jemenitischen Huthi-Rebellen geliefert worden sein und seien dann durch jemenitische Schiffe nach Somalia geschmuggelt worden. Insgesamt wurden im Jahr 2021 12 jemenitische Schiffe mit Waffen an Bord von der somalischen Marine und Verbündeten beschlagnahmt und dabei 400 DSKH-Maschinengewehre, 4000 Ak-47-Sturmgewehre und 230 RPG-7-Raketenwerfer sichergestellt. Die somalische Regierung beschuldigte den Iran, so die Al-Shabab-Milliz in Somalia mit Waffen und Munition auszurüsten. Die iranische Regierung dementierte diese Behauptungen und legte nahe, dass die USA diese Vorfälle fingiert hätten. Am 20. November 2021 wurde der bekannte somalische Investigativjournalist Abdiaziz bei einem gezielten Anschlag getötet. Zu dem Anschlag bekannte sich die Terrormiliz Al-Shabab.
Im März 2022 kam es zu einem vereitelten Anschlag auf den Flughafen von Mogadischu. Hierbei versuchten als Sicherheitskräfte verkleidete Al-Shabab-Kämpfer in die am Flughafen gelegene internationale Zone zu kommen. Soldaten der Türkei und Italiens erschossen die sechs Angreifer und verhinderten den Anschlag. Außerdem wurden zwei somalische Polizisten getötet. Im Mai 2022 verkündete der damalige US-Präsident Joe Biden, dass er die Stationierung von US-Truppen in Somalia angeordnet hat. Seit dem Abzug der US-Truppen im Sommer 2021 haben terroristische Organisationen massiv an Stärke und Einfluss gewonnen. Es wird davon ausgegangen, dass mit etwa 500 US-Soldaten die Bekämpfung der Al-Shabab mit US-Spezialkräften auch offensiv erfolgen soll. Im November 2022 führte die somalische Armee eine große Militäroperation gegen die Terrormiliz Al-Shabab durch, bei der 100 Terroristen starben. In der Folge kam es im November 2022 zu einem mehrtägigen Anschlag auf ein Luxushotel, bei dem 20 Menschen starben. Das Hotel wurde von hochrangigen somalischen Regierungsvertretern genutzt. Aufgrund von fehlenden Getreidelieferungen und von Dürren in Somalia kam es im Verlauf des Jahres 2022 zu einer Hungersnot, die die schwache Zentralregierung vor massive Probleme stellte.
Im Januar 2023 töteten US-Spezialeinheiten 10 Kämpfer der Terrormiliz Islamischer Staat beim Durchkämmen eines Höhlenkomplexes. Unter den getöteten Terroristen befand sich auch der Anführer des somalischen IS-Ablegers Bilal al-Sudani. Am 20. Januar 2023 kam es in der ostsomalischen Stadt Galcad zu einem Gefecht von Al-Shabab-Terroristen mit US-Spezialeinheiten, bei dem 30 Al-Shabab-Terroristen getötet wurden. Außerdem kam es als Antwort auf die Errichtung einer somalischen Militärbasis zu einem Angriff von mehreren hunderten Kämpfern der Al-Shabab-Miliz. Hierbei wurden 7 somalische Soldaten und 100 Kämpfer der Al-Shabab-Terrormiliz getötet. Am 23. Januar 2023 kam es in Mogadischu zu einem Terroranschlag der Al-Shabab-Miliz. Die Terroristen versuchten, ein Regierungsgebäude zu stürmen. Bei dem Autobombenanschlag und den anschließenden Gefechten mit somalischen Sicherheitskräften wurden sechs Angreifer, zwei Zivilisten und ein somalischer Polizist getötet. Die Regierungsvertreter, die Ziel des Anschlages waren, befanden sich zu diesem Zeitpunkt nicht im angegriffenen Objekt. Al-Sudani war laut US-Regierungskreisen dabei, Anschläge im Raum Mogadischu zu planen. Am 13. Februar führte die US-Luftwaffe Luftangriffe gegen die Al-Shabab-Terrororganisation durch, bei denen 12 Terroristen ums Leben kamen. Im Februar 2023 starteten somalische Regierungstruppen eine Offensive gegen Stellungen der Terrormiliz Al-Shabab, hierbei wurden 136 Terroristen getötet. Außerdem ist die Welternährungshilfe für Somalia fürs Jahr 2023 noch nicht gegeben, was zu noch mehr Instabilität im vom Krieg geschundenen Land kommen kann. Durch die ausbleibenden Hilfen sowie anhaltende Trockenheit kam es zu einer Hungersnot, die laut US-Kreisen schlimmer als die vorige im Jahr 2011 war. Am 8. März 2023 kam es in der Region Lower Juba zu einem Angriff auf eine somalische Militärbasis. Bei diesem Angriff wurden 32 somalische Soldaten getötet. Die von der somalischen Armee gestartete Großoffensive bringt die Islamisten in Bedrängnis. Experten rechnen mit einer Zunahme der Terroranschläge. Die derzeitige humanitäre Lage in Somalia verschlechtert sich zunehmend. Eine Hungersnot und eine Dürre haben bisher 3,8 Millionen Menschen zur Flucht innerhalb oder außerhalb des Landes gezwungen. Ausbleibende Lieferungen des Welternährungsprogrammes kommen zustande, da aufgrund des Konfliktes in der Ukraine die Weizenlieferungen um 40 Prozent zurückgegangen sind. Die USA verstärkten ihre Truppen in Somalia. Im März 2023 kam es in der Hauptstadt Mogadischu zwischen somalischen Sicherheitskräften und Al-Shabab-Terroristen zu Gefechten. In der Region Puntland wurden 13 Terroristen exekutiert. Zudem wurden 5 somalische Soldaten ebenfalls hingerichtet. Die Zentralregierung in Mogadischu zieht Kräfte zusammen, um die puntlandischen Sicherheitskräfte zu vernichten, so der General der somalischen Armee. Mehr als 100.000 Somalis sind nach Kenia geflohen während dier durch fehlende Hilfslieferungen und Dürre angefachten Hungersnöte für großes Leid in der somalischen Bevölkerung sorgen. Die Hilfsorganisationen sorgen sich um eine Verschlechterung der Sicherheitslage in Somalia. Im Verlauf des Jahres 2023 kam es zwischen der Regierung der autonomen Region Somaliland und der Zentralregierung in Mogadischu zu Spannungen. Anfang März 2023 kam es in der Stadt Laascaanood zu Zusammenstößen zwischen der somalischen und somaliländischen Armee. Die Kämpfe brachen aus, nachdem sich der Ältestenrat der Region um Loyalität zur somalischen Regierung bemüht hatte. Die USA, das Vereinigte Königreich und die Türkei haben mit diplomatischen Mitteln eine Beruhigung des Konfliktes vorgeschlagen. Aus Dschibuti gestartete F-16-Kampfflugzeuge wurden über der puntländischen Hauptstadt gesichtet, außerdem wurden türkische Offiziere zu Verhandlungen mit der puntländischen und der Zentralregierung in Mogadischu in die Stadt entsandt. Aufgrund der Zusammenstöße sind aus der Grenzregion ca. 175.000 Menschen geflüchtet. Die Vereinten Nationen sind ebenfalls um eine Beilegung des Konfliktes bemüht. Zudem wurde vom unabhängigen, nicht anerkannten Somaliland die teilautonome Region Puntland beschuldigt, einen Anschlag in Hargeysa geplant zu haben. Daraufhin wurden  20 puntländische Saboteure festgenommen und nach Puntland abgeschoben. Am 21. März 2023 starben bei Zusammenstößen an der somalischen Grenze elf Flüchtlinge, die nach Äthiopien flüchten wollten. Die Al-Shabab bekannte sich zu den Angriff.
Am 24. März 2023 wurden bei einem Angriff auf eine Militärbasis in Zentralsomalia acht somalische Soldaten getötet. Außerdem wurden 20 Angreifer der Al-Shabab-Terrormiliz tödlich verwundet.
Am 14. April 2023 besuchte der UN-Generalsekretär Gutteres Somalia, hierbei wurde die Dringlichkeit der UN-Nahrungsmittelhilfe besprochen. Das UN-Nahrungsmittelprogramm hatte nur die Hälfte der benötigten Geldzusagen für das Jahr 2024 erhalten.
Außerdem sind wegen Naturkatastrophen und Sturzfluten die wenigen Anbaugebiete für Agrarprodukte in Somalia kaum zur Nahrungsmittelbeschaffung geeignet. Während der Sturzfluten starben 20 Menschen.
Darüber hinaus kam es im Verlauf des März und Aprils 2023 zu bewaffneten Auseinandersetzungen zwischen somalischer Armee und Clans in der Region Las Anod. Bei den Kämpfen kamen auch schwere Waffen zum Einsatz. Die Kämpfe forderten bisher 80 Tote. Aus der Region Las Anod sind bisher laut UNHCR zwischen 143.000 und 203.000 Menschen geflohen. Die Kämpfe brachen aus, nachdem der Ältestenrat der Region mit der nicht anerkannten Regierung in Somaliland die Selbstständigkeit erklärte. Die UN hat 23 lokale Beobachtungsteams vor Ort und verhandelt über eine Beilegung des Konfliktes.
Am 25. März 2023 kam es im Rahmen der Afrikanischen Union in Uganda zu einem Treffen, welches die Mission ANISOM und deren Nachfolgemission in Somalia rahmentlich bestimmen sollte. Die afrikanischen Staaten wollen offensive Elemente zur Zerschlagung der letzten Hochburgen der Al-Shabab zusätzlich zu den Friedenstruppen entsenden.
Im Mai 2023 kam es entlang des Flusses Shabelle zu einer Extremwetterlage aufgrund von Überschwemmungen, wobei 22 Menschen ums Leben kamen. Insgesamt sollen 460.000 Menschen betroffen gewesen sein.
Im Mai 2023 trafen sich somalische und kenianische Regierungsvertreter und vereinbarten die Wiederöffnung der somalisch-kenianischen Grenze erstmals nach Beginn des somalischen Bürgerkriegs. Die somalische Regierung bestätigte insgesamt eine Dauer der Grenzöffnung von 90 Tagen. Hiermit sollte der Grenzhandel verbessert werden. Kenianische Spezialeinheiten patrouillierten an der Grenze.
Am 23. Mai 2023 kam es in der Stadt Bule Marrer zu einem Angriff auf einem Militärstützpunkt der Afrikanischen Union durch die Terrormiliz Al-Shabab. Im Verlauf des Angriffes sollen die Al-Shabab-Kämpfer 12 ugandische Soldaten gefangen genommen haben.
Im Februar 2024 wurden drei Mitglieder einer US-amerikanischen Spezialeinheit unter bisher ungeklärten Umständen in Somalia getötet. Die USA reagierten mit Marschflugköperangriffen und mehreren Luftangriffen.
Im Februar 2024 wurden drei Soldaten der Vereinigten Arabischen Emirate bei einem Angriff auf ein Ausbildungslager für somalische Sicherheitskräfte in der somalischen Hauptstadt Mogadischu getötet. Am 10. Februar 2024 wurden 18 Zivilisten bei einem Anschlag der Terrormiliz Al-Shabab getötet. Zudem starben somalische Soldaten und ausländische Militärberater.
Experten der Vereinten Nationen warnen vor Anschlägen der Al-Shabab in Europa und loben die Anstrengungen der somalischen Regierung, die Al-Shabab mit der im Februar 2024 begonnenen Großoffensive zu zerschlagen. Die Al-Shabab hätte erhebliche militärische Kapazitäten einbüßen und personelle Verluste hinnehmen müssen. Außerdem zeigen laut UN-Experten die zunehmenden US-Luftangriffe ihre Wirkung. Nach der Tötung führender Al-Shabab-Anführer sei zudem die Struktur der Al-Shabab geschwächt.
Zum 28. Juli 2024 kam es zwischen der somalischen Regierung und der türkischen Regierung zu einer Absichtserklärung, weitere Truppen der türkischen Streitkräfte in Somalia zu stationieren. Am 2. August 2024 kam es an einem Strand in Mogadischu zu einem Anschlag mit mindestens 32 Toten und 63 Verletzten. Al-Shabab gab bekannt, den Anschlag verübt zu haben.

## Folgen

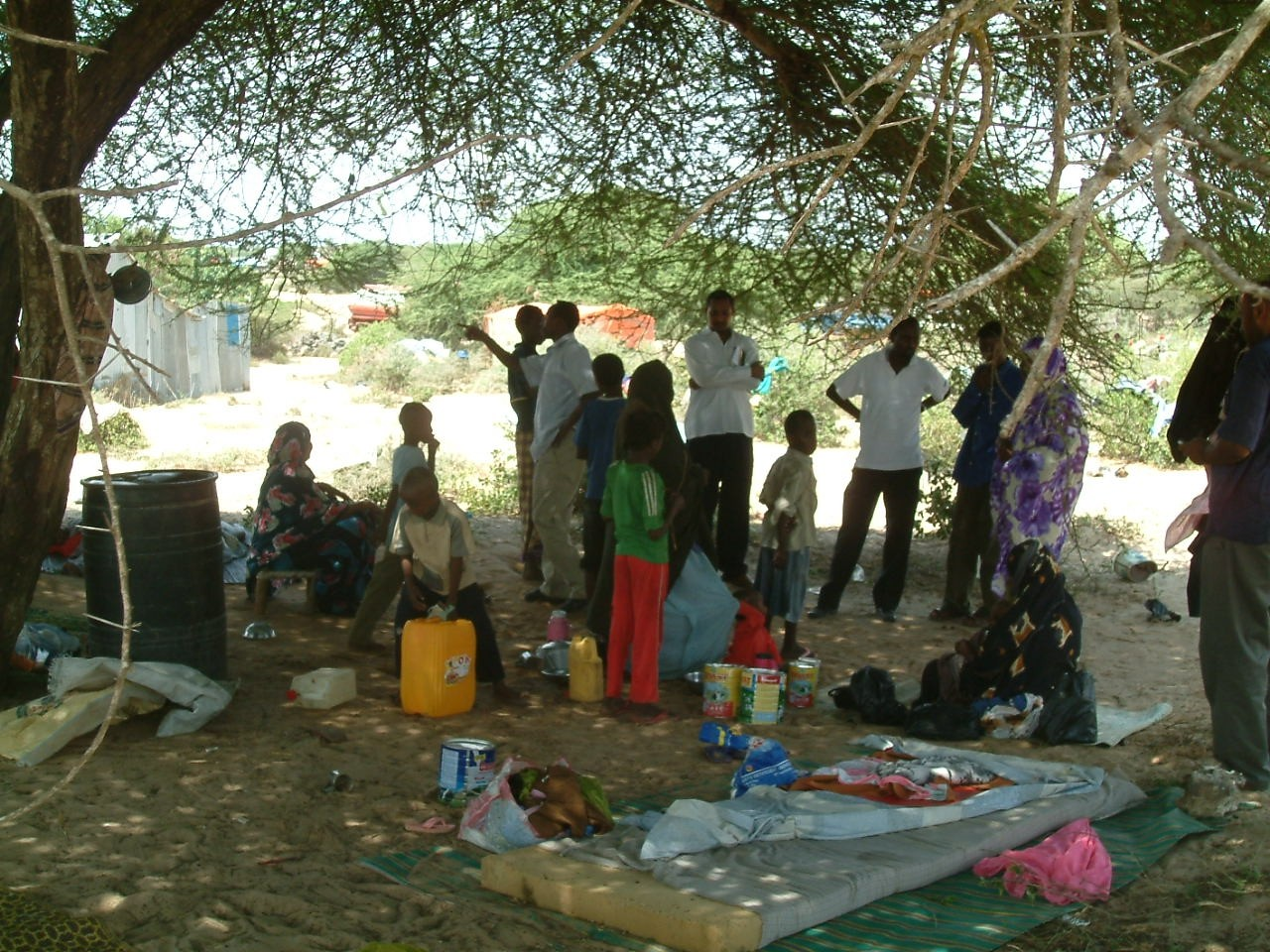
Binnenvertriebene bei Merka, Südsomalia

Anfang 2009 waren etwa 1,3 Millionen Menschen in Somalia intern vertrieben, rund 700.000 davon aufgrund der Kämpfe in Mogadischu seit 2007. 3,5 Millionen waren auf humanitäre Hilfe angewiesen.
Weitere Hunderttausende flohen in Flüchtlingslager in den Nachbarländern, in die Staaten der Arabischen Halbinsel, nach Nordamerika oder Europa. Ein großer Teil der somalischen Bevölkerung ist zum Überleben auf die Geldüberweisungen im Ausland lebender Verwandter angewiesen.
Zugleich haben sich Teile der Wirtschaft Somalias und der Bevölkerung auf den Zustand ohne funktionierende Regierung eingerichtet. Geschäftsleute profitieren davon, keine Steuern bezahlen zu müssen, und manche leben von illegalen Aktivitäten (wie etwa Verkauf importierter abgelaufener Medikamente, Export von Holzkohle und Altmetall, Waffenhandel). Viele junge Männer leben als Kämpfer, die sich gegen Bezahlung rekrutieren lassen oder als sogenannte Freelancer ihren Lebensunterhalt durch Raub und Plünderung bestreiten, und verfügen kaum über Qualifikationen, die ihnen in Friedenszeiten eine Existenz sichern würden. Manche dieser Akteure greifen deshalb auch aktiv in den Bürgerkrieg ein, um in eigenem Interesse eine Stabilisierung der Lage zu verhindern.
Eine Studie kam gar zu dem Schluss, dass verschiedene Sozial- und Wirtschaftsindikatoren des Landes für den Zeitraum 2000 bis 2005 (Bürgerkrieg und keine funktionierende Zentralregierung, aber in weiten Landesteilen wenig Kämpfe) weiterhin sehr schlecht gewesen seien, aber besser als 1985 bis 1990 (Endphase der Barre-Diktatur mit verbreiteter Korruption und schlechter Wirtschaftslage).